# Budd Boetticher
Oscar «Budd» Boetticher, Jr. (Chicago, 29 de julio de 1916 - Ramona, California, 29 de noviembre de 2001) fue un director de cine en el período clásico de Hollywood; destacó por sus westerns de bajo presupuesto y lanzó al estrellato a Randolph Scott  a finales de la década de 1950. 

## Trayectoria
Nació en Chicago, con mala suerte inicial, pues su madre murió en el parto y su padre fue atropellado al poco por un tranvía. El niño fue adoptado por Oscar Boetticher y su joven esposa, Georgia, por lo cual recibió el apellido de su padre adoptivo, que era un comerciante adinerado del Medio Oeste, director de la firma Boetticher and Kellog. Tuvo una educación esmerada y gozó de privilegios; fue un destacado atleta de la Universidad estatal de Ohio. Una vez finalizados sus estudios fue a México, donde se implicó en el toreo. 

### Inicios documentales
Tras un encuentro ocasional con Rouben Mamoulian, hizo su primer trabajo en el cine como técnico para el filme Sangre y arena (1941). En 1942, Boetticher se vio adscrito a la Columbia Pictures como segundo asistente del realizador. Destacó como segundo de George Stevens en 1943. 
En 1944, con 28 años, Oscar dirige sus primeros films para la Columbia. Son cinco piezas menores de serie B, de tipo policíaco. Al final de la Segunda Guerra Mundial, la Armada estadounidense le solicitó que hiciera documentales y cortos informativos destinados a civiles y militares. Destaca The Fleet That Came to Stay, uno de los pocos films recordable que salió del ejército para ser proyectado. Oscar conoció a Emily Erskine Cook, con la que se casó en 1946; el matrimonio duró hasta finales de los años 1950.
De regreso a Hollywood, realizó para la Eagle-Lion dos filmes negros, que se proyectaron en 1948. Luego rodó tres filmes de aventuras para Monogram, que se estrenaron entre 1949 y 1950. En 1950, Boetticher realizó para su amigo Hal Roach el telefilm The Three Musketeers (primer film para TV). Tras difundirse en ese año, se estrenó en la gran pantalla en 1953.

### Reconocimiento
Su primera dirección independiente y más conocida fue The Bullfighter and the Lady (1951), para la productora de John Wayne; la película estaba basada en sus experiencias con los toros en México. Su film fue muy manipulado por la productora (más tarde restaurado por el Film Archive de la Univ. California (UCLA). 
Tras firmar con la Universal dirigió varias películas, como Red Ball Express (1952), The Man from the Alamo y Wings of the Hawk , ambas de 1953. En 1955 hizo The Magnificent Matador, sobre el tema del toreo, con la 20th Century-Fox, y un film negro, The Killer Is Loose (1956), para United Artists. 
Luego rodó Decision at Sundown (1957), Los cautivos (The Tall T, 1957); Buchanan Rides Alone (1958); Cabalgar en solitario (Ride Lonesome, 1959) 1959) y Westbound (1959). Además, hizo y produjo Estación comanche (Comanche Station) (1960); a continuación, La ley del hampa (The Rise and Fall of Legs Diamond, 1960); y Dick Powell's Zane Grey Theater (1960–1961). A partir de 1960 bajó mucho su nutrida dirección.
Sin olvidar otro tipo de filmes, en la década de 1960 Boetticher hizo cine documental, que le interesaba especialmente, y de hecho sus dos últimas obras, Arruza (1971) y My Kingdom For... (1985), son de esa naturaleza.

## Filmografía
- Submarine Raider (1942), no acreditado
- U-Boat Prisoner (1944), no acreditado
- One Mysterious Night (1944)
- The Missing Juror (1944)
- Youth on Trial (1945)
- A Guy, a Gal and a Pal (1945)
- Escape in the Fog (1945)
- Assigned to Danger (1948)
- Behind Locked Doors (1948)
- Black Midnight (1949)
- The Wolf Hunters (1949)
- Killer Shark (1950)
- The Bullfighter and the Lady (1951), y productor
- The Cimarron Kid (1952)
- Bronco Buster (1952)
- Red Ball Express (1952)
- Horizons West (1952)
- City Beneath the Sea (1953)
- Seminole (1953)
- The Man from the Alamo (1953)
- Wings of the Hawk (1953)
- East of Sumatra (1953)
- The Public Defender (1954) (TV)
- The Magnificent Matador (1955), y la idea
- Seven Men from Now (1956); Tras la pista de los asesinos
- The Killer is Loose (1956); El asesino anda suelto
- Decision at Sundown (1957)
- Los cautivos (The Tall T, 1957)
- Buchanan Rides Alone (1958)
- Ride Lonesome (1959), y productor; Cabalgar en solitario (1959)
- Westbound (1959)
- Comanche Station (1960), y productor; Estación comanche
- The Rise and Fall of Legs Diamond (1960); La ley del Hampa
- Dick Powell's Zane Grey Theater (1960–1961) (TV)
- A Time for Dying (1969), Un tiempo para morir
- Two Mules for Sister Sara (1970), sólo el relato
- Arruza (1971) (documental) , y productor
- My Kingdom For... (1985) (documental) , y productor

## Premios y distinciones
Premios Óscar
| Año  | Categoría       | Película            | Resultado |
| ---- | --------------- | ------------------- | --------- |
| 1952 | Mejor Argumento | El torero y la dama | Nominado  |